# Нова Миколаївка (Вінницький район)
Нова́ Микола́ївка — село в Україні, у Немирівській міській громаді Вінницького району Вінницької області. Краєм села протікає річечка — Миколаївка, яка дала назву селу.

## Історія
На початку XX сторіччя — було частиною села Рогізна. На 1885 рік у колишньому власницькому селі Печарської волості Брацлавського повіту Подільської губернії мешкало 1080 осіб, налічувалось 151 дворове господарство, існували православна церква, постоялий двір, постоялий будинок, водяний млин й винокурний завод.
1892 року існувало 216 дворових господарств, проживало 1635 мешканців.
За переписом 1897 року кількість мешканців зросла до 1703 осіб (823 чоловічої статі та 880 — жіночої), з яких 1655 — православної віри.
1905 року у селі, що належало Н. О.  Банову, існувало 305 дворових господарства, проживало 1764 мешканці, існувала православна церква, церковно-приходська школа, водяний млин й поромна переправа через Буг
Нова́ Микола́ївка утворилась шляхом викупу земель поміщика Н. О. Банова заможними міщанами і селянами.
Коло Бугу (рання назва Бог), у межах річечки Миколаївка є Гайдамацька Кирниця.
Нині населення села становить 70 осіб.
Відповідно до Розпорядження Кабінету Міністрів України від 12 червня 2020 року № 707-р «Про визначення адміністративних центрів та затвердження територій територіальних громад Вінницької області» село Монастирок увійшло до складу Немирівської міської громади.
19 липня 2020 року, в результаті адміністративно-територіальної реформи та ліквідації Немирівського району, село увійшло до складу Вінницького району.

## Відомі люди
- Гук Леонід (? — 01.12.1991) — Борець за незалежність України у ХХ сторіччі[7]. Малолітній воїн УПА Південь, засновник НРУ на Вінниччині. Похований на цвинтарі в Новій Миколаївці.
- Гук Степан Семенович (? — ?) — Борець за незалежність України у ХХ сторіччі[7]. Засновник НРУ на Вінниччині. Похований на цвинтарі в селі Воробіївці Немирівського району
- Шутов Яким Якимович (18 березня 1930(28) — 26.04.2000) — Борець за незалежність України у ХХ сторіччі[7]. Засновник НРУ на Донбасі і Вінниччині. Народився у Немирові на Вінниччині, служив на Далекому Сході, працював в Одеському порту вантажником, будував порт в Чорноморську (Іллічівську), відбудовував Запорізьку ГЕС, був направлений на відбудову шахт Донбасу, до виходу на пенсію працював гірничим робітником очисного забою, майстром на шахтах Донбасу. У 1960-80-х брав участь у боротьбі УПА на Донбасі. Засновник НРУ на Донбасі і Вінниччині. Похований на цвинтарі в Воробіївці.
- Шутова (Іллєнко) Надія Іванівна (19 жовтня 1939, Мар'янівка) — Борець за незалежність України у ХХ сторіччі[7]. Засновник і активіст Народного Руху України у Немирівському районі на Вінниччині. Працювала на шахтах Донбасу ламповщицею, оператором конвейорів.
- Шутов Ілля Якимович (15 жовтня 1957) — Борець за незалежність України у ХХ сторіччі[7], громадський діяч, науковець, юрист, журналіст — активний учасник національно-визвольної боротьби за незалежність і демократичний устрій України.